# 安藤さと子
安藤 さと子（あんどう さとこ、1957年6月23日 - ）は、日本のキーボード奏者、シンガーソングライターである。前夫はシンガーソングライターの玉置浩二（安全地帯のボーカル）。
宮崎県出身。1995年に安全地帯のサポート・キーボーディストを担当して以来、玉置や安全地帯の活動に関わり、2007年まで公私にわたって玉置の音楽活動を支えていた。

## 来歴

### 幼少・青少年期
- アメリカへの音楽留学経験がある。

### サポート・キーボーディスト活動期
- 1990年、関ゆみ子のアルバム『TOO MANY DREAMS』にスタジオ・ミュージシャンとして参加する。

### 玉置浩二ソロ活動参加期
- 1995年、玉置浩二の『正義の味方ツアー』へ参加する。以降、玉置のソロ活動のサポート・ミュージシャンを務めた。

### シンガーソングライター・デビュー
- 1999年、6月23日に玉置浩二プロデュースによる1st.アルバム『A LITTLE SEED OF ONE BIG TREE』をリリースする。収録曲の「A・B・C」の作曲は玉置浩二との共作である以外は、すべてを作詞、作曲をしている。詞は英詞で、ボーカルに初挑戦している。12月、玉置浩二と結婚、入籍。

### バンド『安全地帯』再始動
- 2001年～2003年、ロックバンド『安全地帯』のサポート・メンバーとして活動している。
- 2004年～2006年、玉置浩二のソロ活動のサポート・ミュージシャンとして参加する。
- 2007年、12月1日に玉置浩二と離婚。

## ディスコグラフィー

### アルバム
1. 『A Little Seed Of One Big Tree』（1999年6月23日発売 ファンハウス FHCF-2474 JAN CD  4988027020637）

### サポート・ミュージシャンとして参加したアーティスト
- 関ゆみ子 1990年、アルバム『TOO MANY DREAMS』（1990年7月4日発売、BVCR-7）、スタジオ・ミュージシャンとしてキーボードを担当。
- 玉置浩二 1996年～2006年、サポート・キーボーディストを担当。
- 安全地帯 2002年～2003年、サポート・キーボーディストを担当。